# اندرو آر. مورگان
اندرو ریچارد مورگان (به انگلیسی: Andrew Richard Morgan) فضانورد اهل کشور ایالات متحده آمریکا است که در ۱۹۷۵ میلادی در نیوکاسل، پنسیلوانیا زاده شد.